# Шапкин, Иван Сергеевич
Иван Сергеевич Шапкин (23 сентября 1896, д. Зубцово,  Тверская губерния,  Российская империя — 10 июля 1967, Киев,  СССР) — советский военачальник, генерал-майор (1946).

## Биография
Родился 23 сентября 1896 года в деревне  Зубцово,  ныне в Рамешковском районе Тверской области. Карел. До службы в армии работал на Адмиралтейском судостроительном заводе в Петрограде.

### Военная служба

#### Первая мировая война
В августе 1915 года был мобилизован на военную службу и зачислен рядовым в 79-й пехотный запасной батальон Петроградского ВО. Через месяц переведен в 1-й пулеметный полк в городе Ораниенбаум. В ноябре того же года с маршевой ротой направлен на фронт, пулеметчиком воевал на Западном и Румынском фронтах в составе 11-го Кавказского стрелкового полка. В мае 1917 года заболел и эвакуирован на лечение сначала в Одессу, затем в город Екатеринослав. Оттуда переведен затем в военно-морской госпиталь в город Николаев. По выздоровлении в августе зачислен рядовым в 78-й запасной пехотный батальон Петроградского ВО, затем с сентября служил в караульной команде в городе Бежецк по охране оружейных мастерских Северо-Западного фронта. В феврале 1918 года демобилизован.

#### Гражданская война
С марта 1918 года состоял в красногвардейском отряде по охране шоссейных дорог Москва—Петроград (г. Тверь). В мае того же года там же добровольно вступил в батальон ВЧК. Затем из этого батальона убыл на Восточный фронт под Казань, где был назначен в 1-й советский Тверской стрелковый полк Левобережной группы войск 5-й армии (переименован затем в 240-й Тверской стрелковый полк в составе 27-й стрелковой дивизии). С этим полком командиром взвода и помощником начальника пулеметной команды прошел с боями от Казани через Лаишев, Чистополь, Бугульму, Уфу, Златоуст, Челябинск, Курган, Петропавловск, Омск и до Минусинска. В июне — июле 1920 года 27-я стрелковая дивизия убыла на Западный фронт и участвовала в Советско-польской войне. В составе полка прошел с боями от Борисова через Минск, Слоним, Родимир до Варшавы и обратно. С января 1921 года боролся с бандитизмом в Витебской, Минской и Гомельской губернии, в марте в составе Южной группы войск 7-й армии участвовал в подавлении Кронштадтского мятежа. С апреля по декабрь 1921 года начальником пулеметной команды полка боролся с бандитизмом в Поволжье и Астраханской губернии, затем до февраля 1922 года в должности начальника отдельного авто-пулеметного отряда сражался в Калмыцкой степи. Летом 1922 года 27-я Омская стрелковая дивизия вновь была переброшена на Западный фронт, по прибытии 240-й стрелковый полк был переименован в 80-й Петроградский.

#### Межвоенные годы
С октября 1923 года по август 1924 года находился на учебе в Высшей тактико-стрелковой школе комсостава РККА им. III Коминтерна, по возвращении в полк проходил службу инструктором пулеметного дела, помощником командира батальона и начальником полковой школы. В октябре 1927 года переведен в 79-й Кронштадтский стрелковый полк на должность помощника командира батальона. Член ВКП(б) с 1928 года. С октября 1928 года и. д. помощника командира 21-го отдельного пулеметного батальона БВО, с марта 1931 года был командиром и комиссаром 16-го отдельного пулеметного батальона. За боевые заслуги в Гражданской войне и в честь 15-летия РККА приказом РВС от 22 февраля 1933 года Шапкин был награжден орденом Красного Знамени. С сентября 1935 года занимал должность начальника военно-хозяйственной службы 4-го стрелкового корпуса. В феврале 1937 года командирован на курсы усовершенствования старшего и высшего начсостава при Военно-хозяйственной академии РККА им. В. М. Молотова в городе  Харьков, по их окончании оставлен в академии в должности начальника этих курсов. В декабре 1939 года полковник  Шапкин был назначен начальником Астраханского стрелково-пулеметного училища, переименованного затем в 1-е Астраханское пехотное.

#### Великая Отечественная война
В начале  войны продолжал руководить этим училищем. С сентября 1942 года вступил в командование 52-й отдельной стрелковой бригадой. В составе 28-й армии Сталинградского фронта участвовал с ней в Сталинградской битве, в оборонительных и наступательных боях на элистинском направлении. С января 1943 года бригада в составе этой же армии Южного фронта в ходе Северо-Кавказской наступательной операции вела бои на реке Маныч в районе Егорлыкская, Сальск, Мечетинская, затем участвовала в освобождении городов Сальск и Ростов-на-Дону, в боях на реке Миус. В марте 1943 года полковник Шапкин был назначен начальником курсов младших лейтенантов этой же 28-й армии Южного (с 20.10.1943 — 4-го Украинского) фронта. В октябре 1943 года, в связи с переходом курсов на новые штаты, он был зачислен в резерв 28-й армии, затем в январе 1944 года назначен заместителем командира 39-й гвардейской стрелковой дивизии. В составе 28-го гвардейского стрелкового корпуса 8-й гвардейской армии 3-го Украинского фронта ее части принимали участие в Никопольско-Криворожской, Березнеговато-Снигиревской и Одесской наступательных операциях. С апреля 1944 года и. д. командира 195-й стрелковой дивизии, входившей в 6-й гвардейский стрелковый корпус 37-й армии (утвержден в должности приказом НКО от 15.01.1945). Летом 1944 года она участвовала в Ясско-Кишиневской наступательной операции, в прорыве сильно укрепленной обороны противника южнее города Бендеры. С выходом к реке Прут ее части сосредоточились в районе города Леова. В сентябре дивизия вошла на территорию Болгарии, к 28 сентября она сосредоточилась в 10 км южнее города Сливен. В период 15-17 октября 1944 года е` части передислоцировались в район Сядиево (7 км северо-восточнее Нова Загора), где находились до конца войны.

#### Послевоенное время
После войны продолжал командовать этой дивизией в ЮГВ. С мая 1946 года состоял в распоряжении Военного совета группы войск, после чего в июле назначен заместителем командира 59-й гвардейской стрелковой дивизии. С февраля 1947 года состоял в распоряжении Управления кадров Сухопутных войск, затем в апреле назначен начальником военной кафедры Днепропетровского государственного университета. С января 1951 года руководил военными кафедрами сначала в Киевском лесотехническом институте, а с ноября 1954 года — в Украинской сельскохозяйственной академии в Киеве. 
В январе 1956 года уволен в запас в звании генерал-майора.

## Награды
СССР
- орден Ленина (21.02.1945)[4][5]
- четыре ордена Красного Знамени (22.02.1933[6], 30.04.1944[6],   03.11.1944[5][7], 20.06.1949[5][8])
- орден Кутузова II степени (13.09.1944)[9]
- два  ордена Красной Звезды (17.03.1943)[10]
  - медали в том числе:
  - «XX лет Рабоче-Крестьянской Красной Армии» (1938)[6].
  - «За победу над Германией в Великой Отечественной войне 1941—1945 гг.» (05.08.1945)[11]

Других государств
- орден «Святой Александр» II степени (Болгария)
- медаль «Отечественная война 1944—1945 гг.» (Болгария)